# بادي نولان
بادي نولان (بالإنجليزية: Pat Nolan)‏ هو لاعب هوكي الجليد أمريكي، ولد في 1 ديسمبر 1897، وتوفي في 12 أبريل 1957.

## وصلات خارجية
- بادي نولان على موقع دوري الهوكي الوطني (الإنجليزية)
- بادي نولان على موقع قاعة مشاهير الهوكي (لاعب أن.إتش.أل) (الإنجليزية)
- بادي نولان على موقع EliteProspects.com (الإنجليزية)
- بادي نولان على موقع HockeyDB.com (الإنجليزية)
- بادي نولان على موقع Hockey-Reference.com (الإنجليزية)